# Anacithara dulcinea
Anacithara dulcinea é uma espécie de gastrópode do gênero Anacithara, pertencente a família Horaiclavidae.